# کاپیلیرا
کاپیلیرا (به اسپانیایی: Capileira) یک دهستان در اسپانیا است که در استان گرانادا واقع شده‌است. کاپیلیرا ۵۷ کیلومتر مربع مساحت و ۵۵۹ نفر جمعیت دارد و ۱٬۴۳۶ متر بالاتر از سطح دریا واقع شده‌است.